# Wawrzyniec Suffczyński
Wawrzyniec Suffczyński herbu Szeliga (zm. w 1694 roku) – chorąży łukowski w latach 1658-1694.
Poseł na sejm 1658 roku.